# Esteban Gómez
Pour les articles homonymes, voir Gómez.

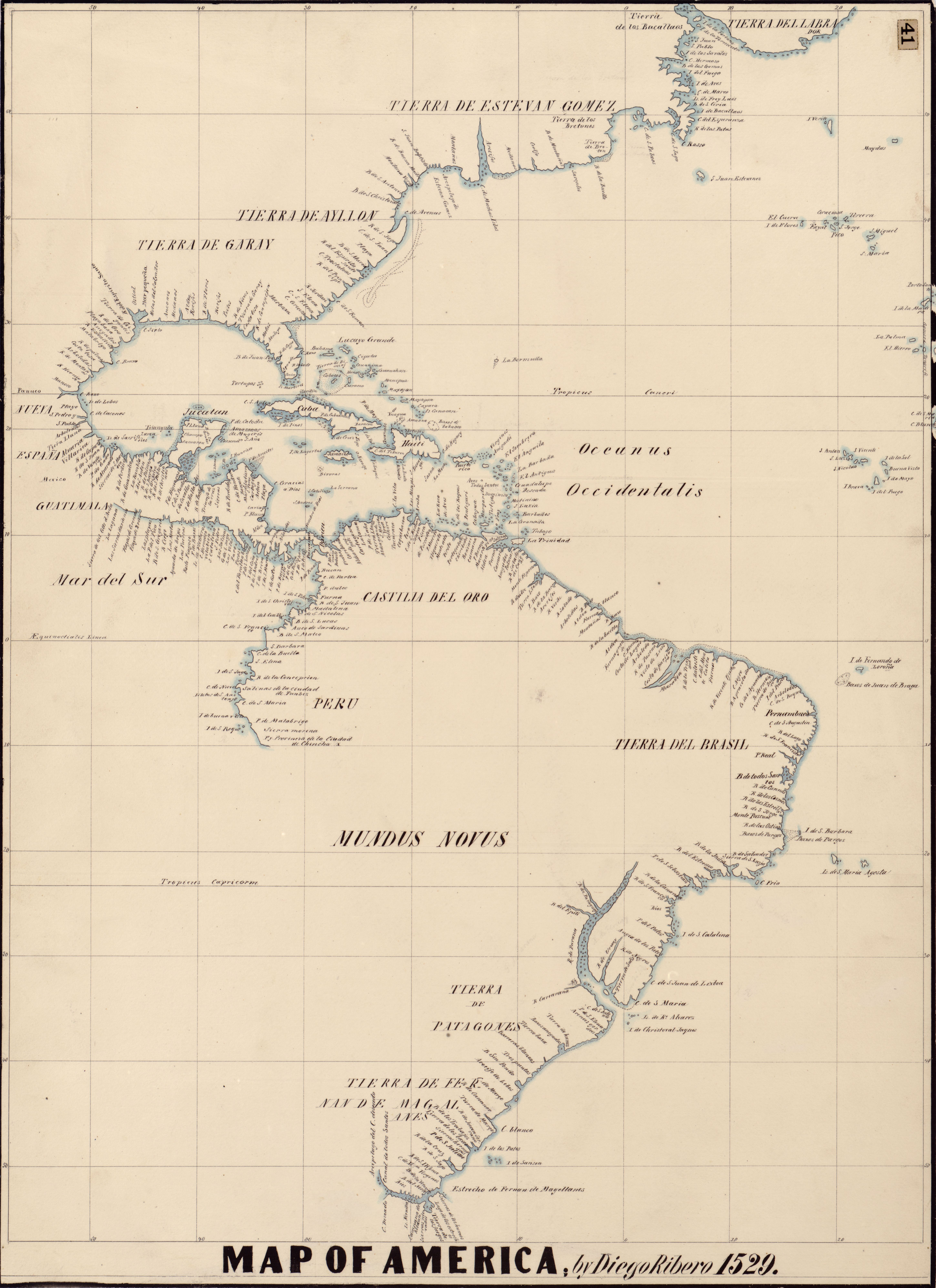
Détail de la côte américaine d'après une copie manuscrite du XIX du planisphère de Diogo Ribeiro (1529), où la moitié Nord de la côte Est est baptisée Tierra de Esteban Gómez.

Estêvão Gomes (né à Porto, Royaume de Portugal, vers 1483, mort sur les berges du Río Paraguay en 1538), parfois mentionné sous la forme hispanisée de son nom : Estevan Gómez ou Esteban Gómez, est un cartographe et explorateur portugais. Il navigua pour le compte de l'Espagne avec la flottille de Fernand de Magellan, mais déserta l'expédition avant qu'elle double le Détroit de Magellan, et rentra en Espagne au mois de mai 1521. En 1524 il explora l'actuelle Nouvelle-Écosse en longeant vers le sud les côtes du Maine. 
Quoique les sources diffèrent sur ce point, Gomes aurait mouillé dans la baie de New York et aperçu le Fleuve Hudson. C'est grâce aux levés géodésiques de son expédition qu'en 1529 Diogo Ribeiro put donner très précisément les contours de la côte d'Amérique du Nord.

## Source
- George W. Brown et Marcel Trudel, Dictionnaire biographique du Canada, vol. I : Années 1000-1700, Presses de l’université Laval, 1966 (lire en ligne)
- Arsène Francoeur NGANGA., 2017,Estéban Gomez et Mathieu Dacosta:Marins noirs sur l'atlantique(XVIe et XVIIe siècles), Préface du Professeur John.K.Thornton, Edilivre(France). (ISBN 9782414167166).